# Marine militaire roumaine
La Marine militaire roumaine (roumain : Marina militară română, dite aussi, comme à l'époque communiste où elle faisait partie du pacte de Varsovie, « Forces navales roumaines » : roumain : Forțele Navale Române) est la branche navale des Forces armées roumaines ; elle opère principalement en mer Noire et sur le Danube, et, sporadiquement, ailleurs dans les mers et océans, en relation avec son intégration dans l'OTAN depuis 2004.

## Histoire
Les principautés médiévales de Valachie, Dobrogée et Moldavie ont eu des navires de guerre sur le Danube et en mer Noire, mais l'expansion de l'Empire ottoman a coupé les pays roumains de la mer, et leurs flottes, composées de dromons, de mahonnes (roumain : mahone) et de caïques, ont cessé d'exister au XVe siècle.
Toutefois, au début du XVIIIe siècle, lors du déclin de l'Empire ottoman, apparaissent, pour protéger le trafic des bolozanes (péniches danubiennes à voile et rames, tractables aussi par des chevaux depuis la rive), des caïques de guerre valaques sous pavillon propre, bien que la Principauté fût vassale de la sublime Porte. Ce sera l'embryon de la future « Flottille princière » (roumain : Flotila domnească) créée le 22 octobre 1860, alors que l'union de la Valachie et de la Moldavie, l'année précédente, vient de former la Roumanie. Dans les années qui suivent, cette « Flottille » s'équipe de chaloupes et de torpilleurs à vapeur qui joueront un rôle décisif contre la marine ottomane lors de la guerre russo-turque de 1877-1878 qui aboutit à la reconnaissance internationale de l'indépendance de la Roumanie vis-à-vis de l'Empire ottoman et de l'Empire russe.
À l'issue de la Première Guerre mondiale que la Roumanie a fait aux côtés de la Triple-Entente (et durant laquelle la marine roumaine a affronté et mis en fuite, en mer Noire, le croiseur allemand Breslau) le royaume rachète à l'Italie deux destroyers de classe Mărăşti puis y fait construire deux nouveaux destroyers chez Pattison Yard, à Naples, et deux sous-marins, Delfinul et Marsuinul, à Fiume. L'armement des deux destroyers construits à Naples était fourni par Bofors et l'équipement anti-incendie par Siemens. Le modèle de ces bâtiments était le destroyer britannique de classe Shakespeare de chez Thornycroft, qui, en Roumanie, prend la dénomination de classe Ferdinand.

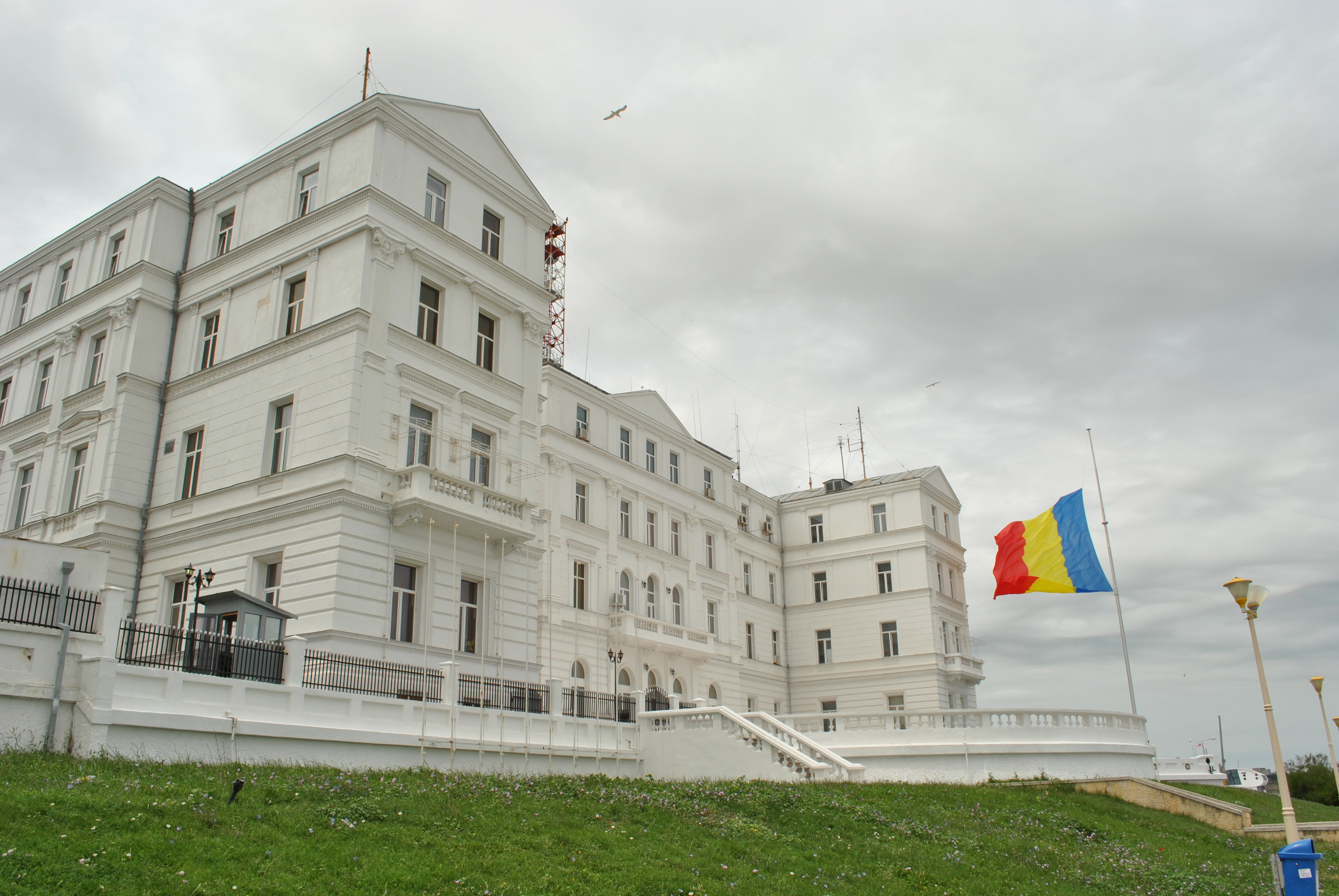
Amirauté de Constanța.

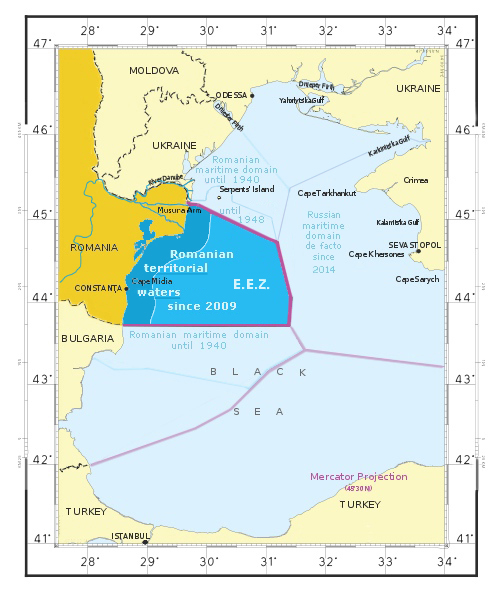
Eaux territoriales et ZEE de la Roumanie en mer Noire.

Durant la Seconde Guerre mondiale, la Marine royale roumaine commence par évacuer vers Alexandrie, en Égypte britannique, les restes de l’armée polonaise, le gouvernement et le trésor de la banque polonaise, alors qu’en application du pacte Hitler-Staline, la Pologne vient d'être anéantie par l’Allemagne nazie et l’URSS stalinienne. Deux ans plus tard, alors que le régime Antonescu (le "Pétain roumain") vient d’intégrer l’Axe, la marine roumaine participe en Mer Noire, de 1941 à 1944, aux opérations contre la marine soviétique contre laquelle elle aligne quatre destroyers de classe Mărăşti, deux autres de classe Ferdinand, treize torpilleurs, deux dragueurs de mines, trois sous-marins (Delfinul/Le Dauphin, Rechinul/Le Requin et Marsuinul/Le Marsouin), et cinq sous-marins de poche de type maiali durant la bataille du Caucase. Les deux destroyers de classe Ferdinand, nommés Regele Ferdinand et Regina Maria, étaient les plus puissantes unités de surface dont disposaient les Forces de l'Axe en mer Noire contre l'URSS : ils étaient la plupart du temps utilisés pour escorter des convois, puis, au printemps 1944, pour évacuer la Crimée.
Le 23 août 1944, le régime Antonescu est renversé, la Roumanie déclare la guerre à l’Axe et rejoint les Alliés. L’ensemble de la flotte roumaine passe alors sous pavillon soviétique et les équipages sont mis en congé d’armistice ; les deux destroyers de classe Ferdinand prennent respectivement les noms de Likhoï (Лихой pour Regele Ferdinand) et de Liétoutchii (Летучий pour Regina Maria). Au sortir de la guerre, une sévère épuration menée conjointement par le NKVD et la nouvelle Securitate décime les officiers des trois armes. Sont éliminés, et souvent déportés en camp de travail forcé avec leurs familles, non seulement les marins qui avaient été favorables au régime Antonescu, mais aussi tous les officiers qui, ayant fait leur carrière sous la monarchie, qui n’étaient pas jugés fiables par le nouveau régime. Les autorités restructurent l’École Navale, dont le personnel est intégralement remplacé par des instructeurs soviétiques assistés de traducteurs, qui forment en quelques années des centaines de nouveaux officiers dont les compétences, au début, sont meilleures sur le plan politique communiste que sur le plan maritime, ce qui est à l’origine d’incidents, accidents et collisions en manœuvre. L’URSS attend donc 1951 pour rendre à la Marine populaire roumaine les deux destroyers de classe Ferdinand, sous les dénominations D-21 et D-22. Le pays intègre le pacte de Varsovie en 1955 et y reste jusqu’en décembre 1989. L’Armée rouge l’occupe jusqu’en 1958, mais les arsenaux de Constanța et Mangalia restent des bases soviétiques jusqu’en 1962.

## État actuel
La marine roumaine comprend actuellement trois frégates : Mărăşeşti, Regele Ferdinand et Regina Maria. Mărăşeşti a été le navire amiral de 1985 à 2004 quand le Regele Ferdinand (frégate ex-britannique HMS Coventry) devint le nouveau navire amiral. La marine comprend aussi quatre grandes corvettes comme force principale, entourées de divers navires auxiliaires et patrouilleurs rapides maritimes et fluviaux.
Après la restructuration des forces armées roumaines (en 2007), environ 6 800 femmes et hommes servaient dans la Marine roumaine. Le port d'attache de la Flotte roumaine se situe à Constanța. Le chef actuel des Forces navales roumaines, succédant au contre-amiral Dorin Dănilă depuis le 3 juillet 2010, est le contre-amiral Aurel Popa.
La marine militaire roumaine dispose de quelques hélicoptères de combat de construction roumaine IAR 330 Puma Naval (SA330 Puma construit sous licence), le dernier ayant été livré en décembre 2008. Ils sont pourvus de la même configuration que dans l'Armée de l'Air roumaine, incluant le pack amélioré Socat qui leur permet d'opérer depuis les frégates pour la recherche et le secours, l'interception et les missions de surveillance maritime.
Le 307e bataillon de marine (roumain : Batalionul 307 Infanterie Marină) est l'unité de reconnaissance de la Marine, basée à Babadag (județ de Tulcea). Il a été formé en 1975 pour la défense des bouches du Danube et des eaux territoriales roumaines. Le 307e bataillon de marine est spécialisé dans les opérations amphibies dans un environnement de marécages et limans, dans la sécurisation des lagunes maritimes et du delta du Danube, et le soutien des autorités locales en cas d'urgence : en pratique, il surveille la frontière de l'Union européenne avec l'Ukraine et en mer Noire, en collaboration avec Frontex, et capture les bateaux de passeurs d'immigrants clandestins. Sa base de Babadag est le plus grand camp d'entraînement militaire de Roumanie.

## Flotte

### Flotte maritime en 2017
Frégates
- Mărăşeşti (F-111) (en) : ce destroyer de 5 800 tonnes entré en service en 1985 a été relégué au statut de frégate en raison de ses capacités mais reste techniquement considéré comme destroyer
- Regele Ferdinand (F-221) : Ex-HMS Coventry, frégate de Type 22 lancé en 1986, vendue à la Roumanie en 2003
- Regina Maria (F-222) : Ex-HMS London, frégate de Type 22 lancé en 1984, vendue à la Roumanie en 2002

Corvettes
- Amiral Petre Bărbureanu (Tetal-I/F-260)
- Contre-amiral Eugen Roşca (Tetal-I/F-263)
- Contre-amiral Eustaţiu Sebastian (Tetal-II/F-264)
- Contre-amiral Horia Măcelaru (Tetal-II/F-265)

Corvettes lance-missiles de classe Tarantule :
- - Zborul (l'Envol, F-188)
  - Pescăruşul (le Goéland, F-189)
  - Lăstunul (le Martinet, F-190)

Vedettes d'attaque rapides de classe Năluca (le Fantôme, de fabrication roumaine, variante du lance-missiles de classe Osa) :
- - Smeul (le Dragon, F-202)
  - Vijelia (la Tornade, F-204)
  - Vulcanul (le Volcan, F-209)

Dragueurs de mines de la classe Murgescu (ex-Cosar) :
- - Vice-Amiral Ioan Murgescu (F-271)

Dragueurs de mines de la classe Musca (la Mouche) :
- - Lt. Remus Lepri (F-24)
  - Lt. Lupu Dinescu (F-25)
  - Lt. Dimitrie Nicolescu (F-29)
  - Sous-Lt. Alexandru Axente (F-30)

Navires auxiliaires
- Vice-amiral Constantin Bălescu (F-274)
- Navire d'entraînement au soutien Constanţa (F-281)
- Navires de sauvetage – 5
- Division des navires spéciaux – 9
- Navire-école Mircea

Sous-marins
- Delfinul (Dauphin) de Classe Kilo, lancé en 1985, hors-service depuis 1995, retour au service actif en 2018 après refonte complète [7],[8]

Navire vendu
- L'ancien yacht royal de Carol II, Luceafărul (« Étoile du berger »), vendu en 1999 à une compagnie charter britannique qui l'a rebaptisé Nahlin

Navires désarmés
- Aviso hydrographique Emil Racoviță qui assurait les missions polaires vers la station antarctique Law-Racoviţă et servait de base pour ROV et plongées profondes
- 2 corvettes de classe Bărbuneanu
- 3 corvettes de classe Osate
- 9 torpilleurs de classe Năluca (« le Fantôme »)
- 1 mouilleur de mines
- Plusieurs embarcations du patrimoine maritime ayant servi à la formation des cadets : lotcas et mahonnes à voile, goélette à hunier Speranța (copie de la La Recouvrance française, ayant servi au tournage, en 1974, du feuilleton Deux Ans de vacances) démembrées
- 1 bathyscaphe « SC-200 » construit à Constanța en 1980-1981, démembré

Le musée de la Marine de Constanța essaie de sauvegarder des éléments de ces unités, mais la crise économique crée un contexte défavorable.

### Flotte fluvialeen 2010
- Patrouilleur Mihail Kogălniceanu (F-45)
- Patrouilleur Ion C. Brătianu (F-46)
- Patrouilleur Lascăr Catargiu (F-47)
- 5 vedettes rapides de classe Smârdan (ex-Brutar-II) :
  - Rahova (F-176)
  - Opanez (F-177)
  - Smârdan (F-178)
  - Posada (F-179)
  - Rovine (F-180)
- 18 vedettes de classe VB 76

### Équipements à terre
Missiles anti-navire
- Système de lancement mobile P-20M.

## Quelques unités

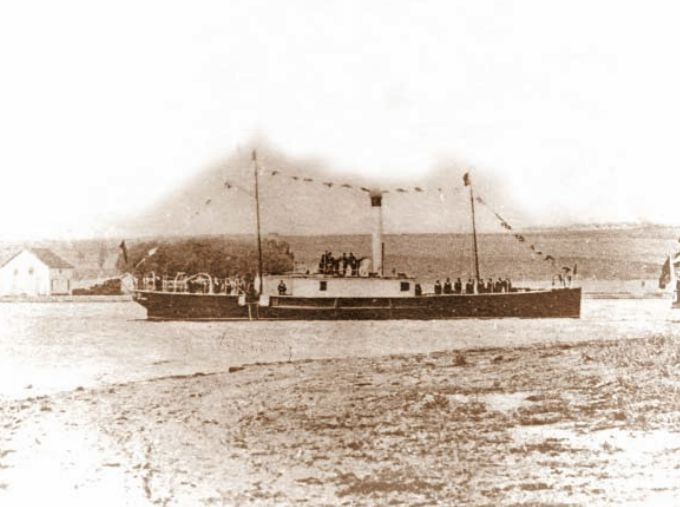
La canonnière România en 1864.
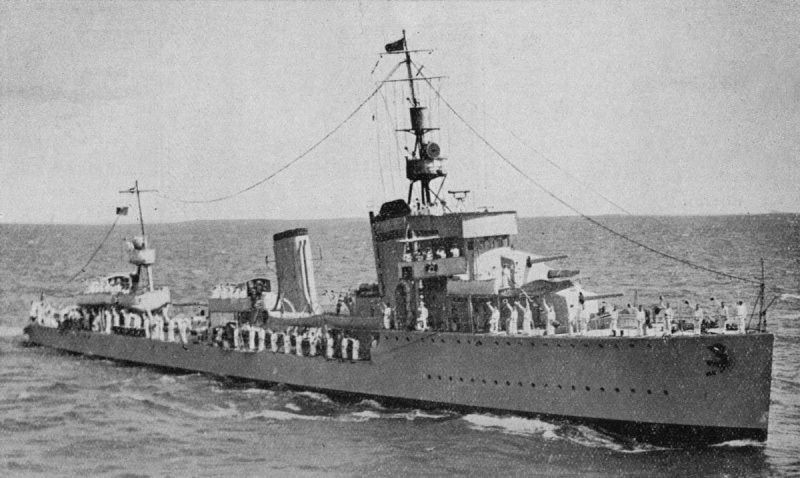
Le destroyer Regele Ferdinand en 1935.
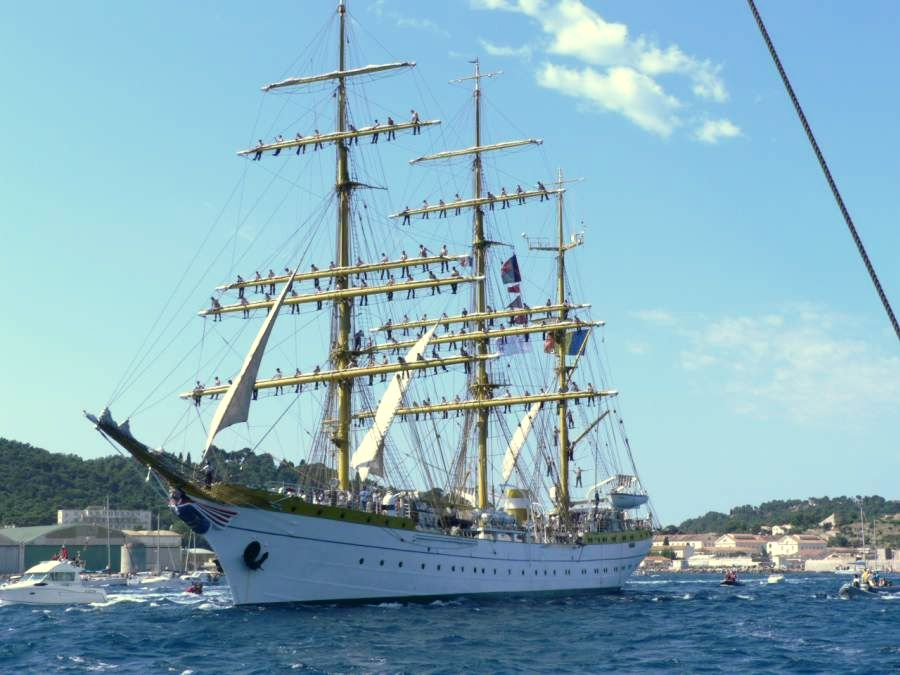
Le Mircea, voilier-école de la marine actuelle.
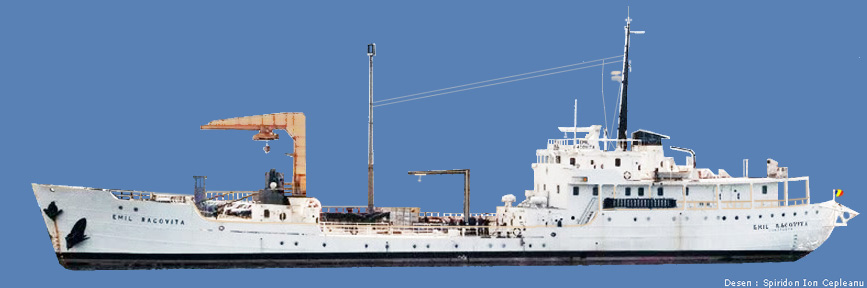
L'aviso Émile Racovitza.
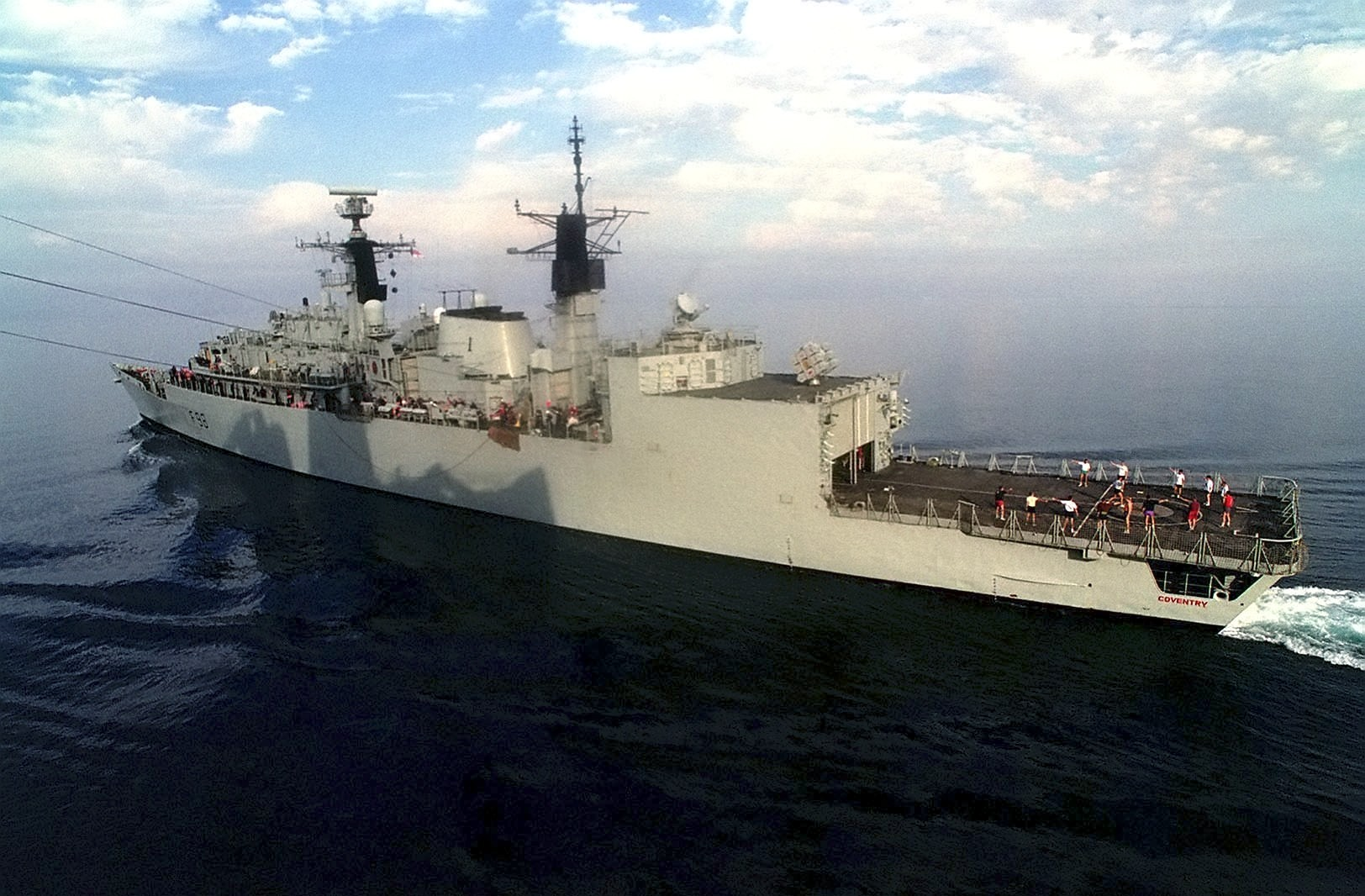
La frégate Regele Ferdinand, navire amiral de la flotte roumaine, antérieurement „HMS Coventry”.
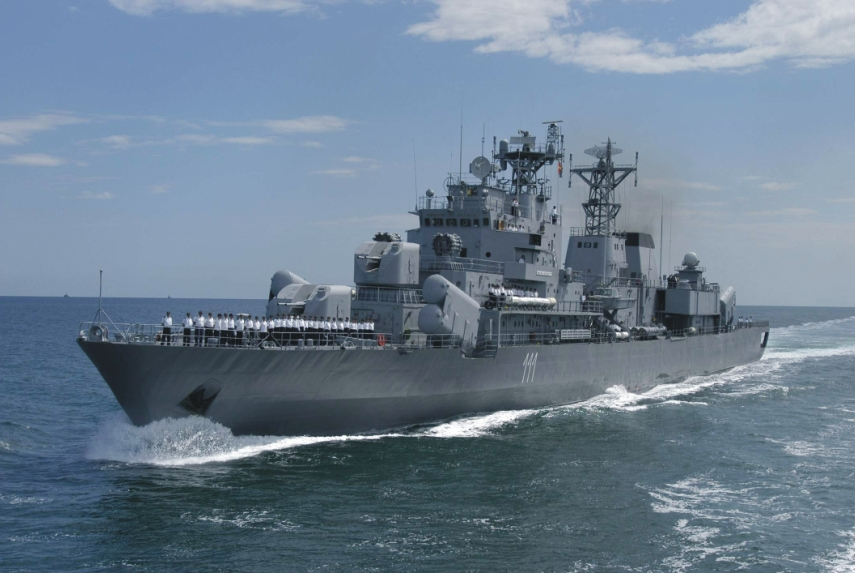
La frégate Mărășești, précédent navire amiral.
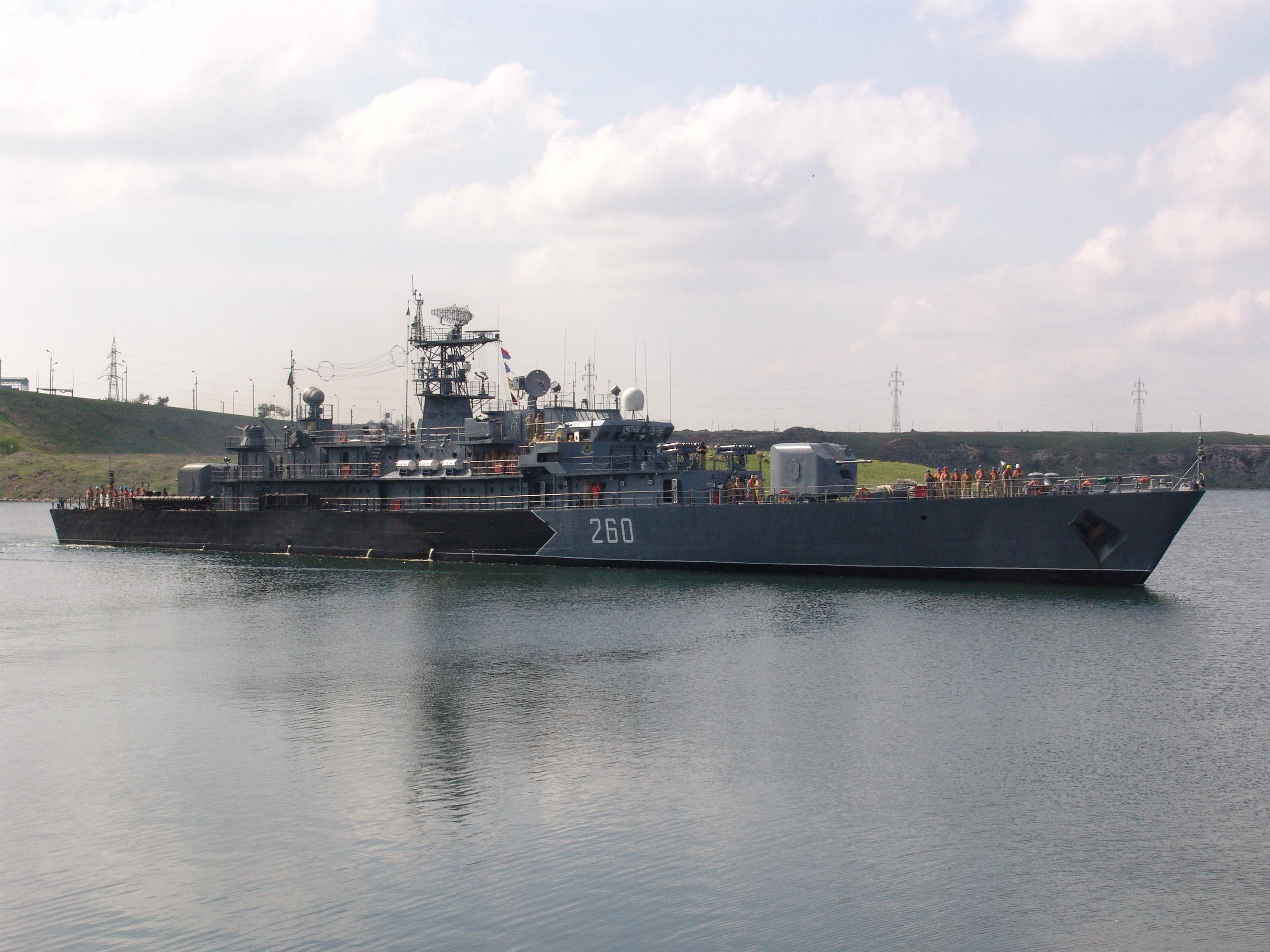
La corvette Amiral Petre Bărbuneanu (F-260).
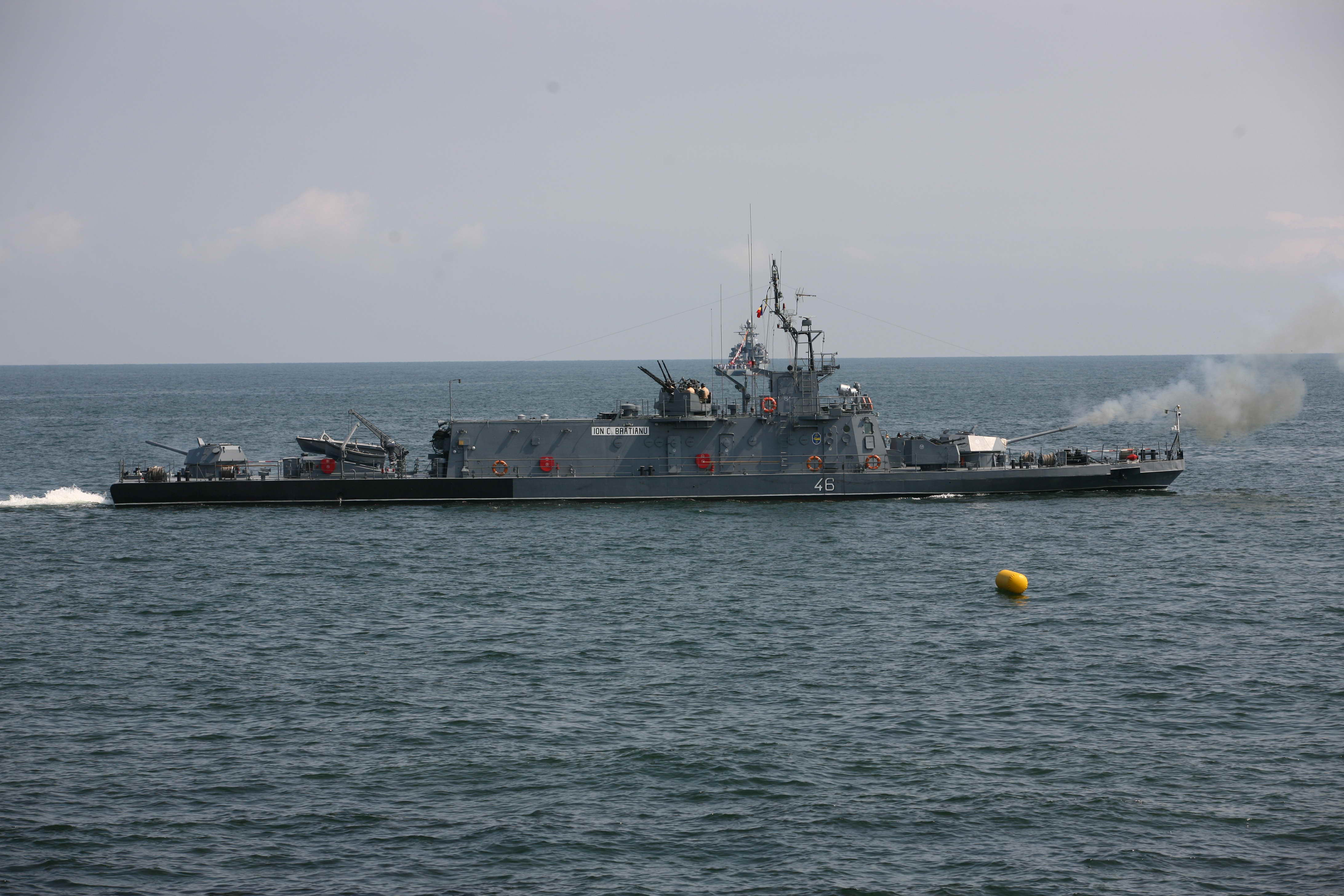
Le patrouilleur fluvial Ion C. Brătianu (F-46) en mer Noire, au large des bouches du Danube.
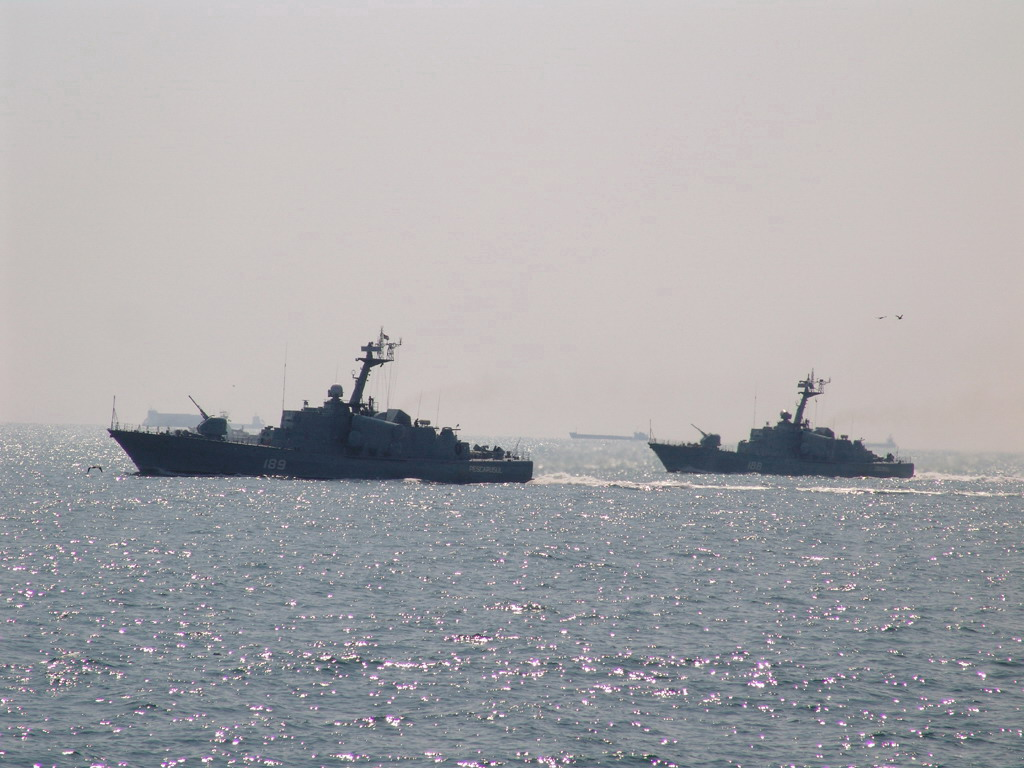
Les corvettes lance-missiles de la classe Tarantule-I : Zborul ("L'envol", F-188) et Pescăruşul ("Le goéland", F-189).
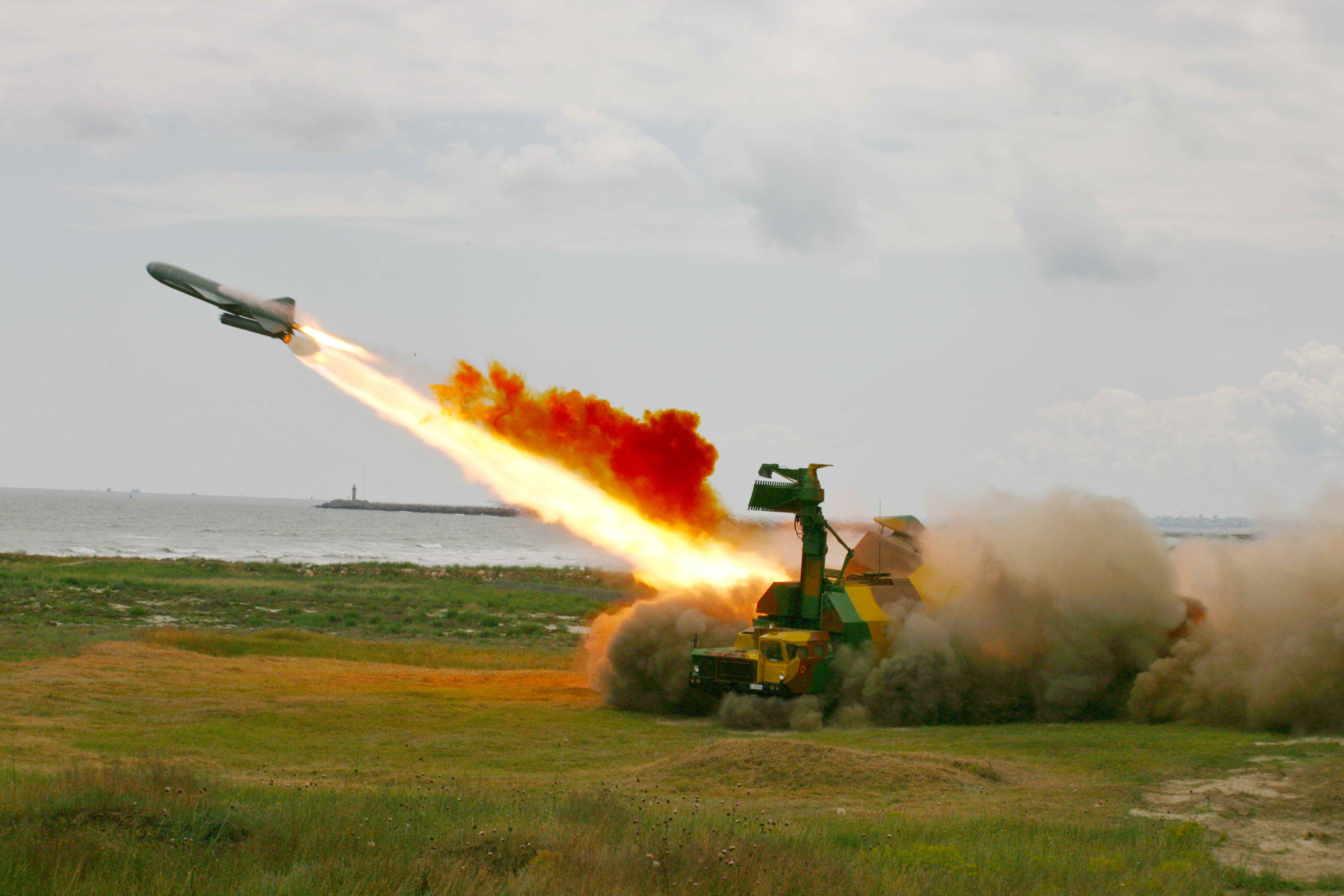
Le système de lancement de missile anti-navire 4K51 Rubej au champ de tir du Cap Midia.
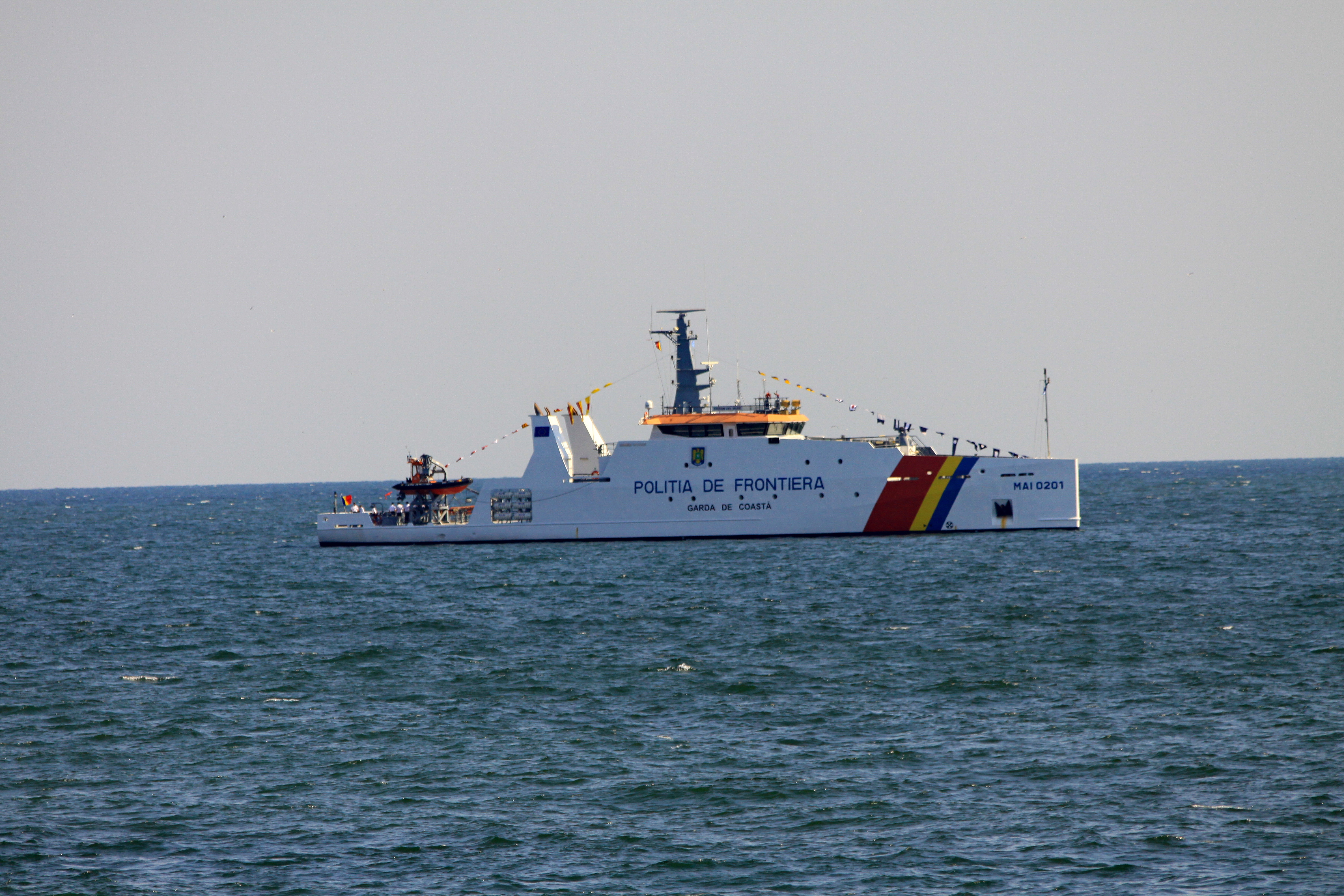
La principale mission du patrouilleur garde-frontière Ștefan-cel-Mare (Mai 201) est le sauvetage des réfugiés en péril en mer Égée.
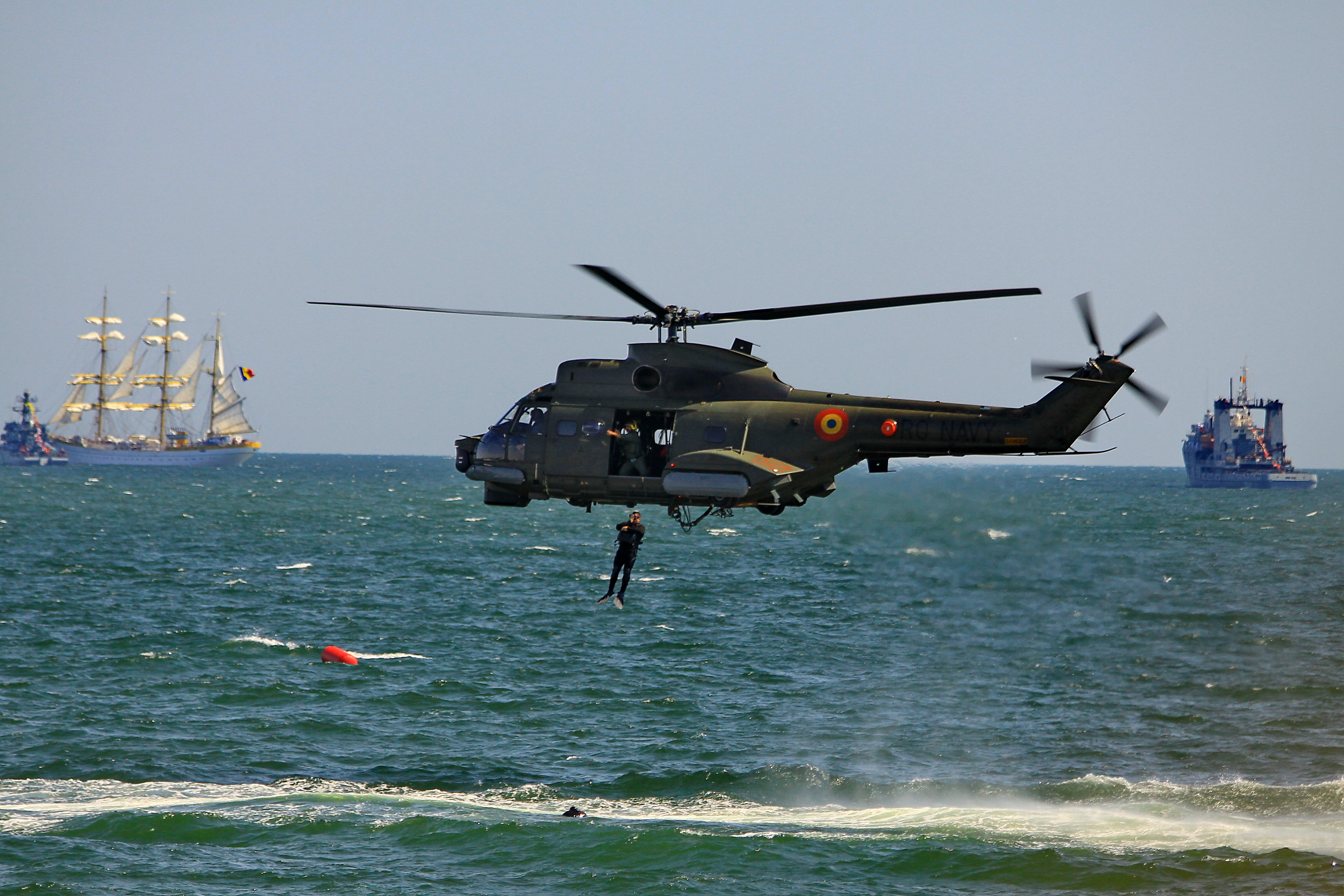
Hélicoptère IAR 330 Puma Naval.
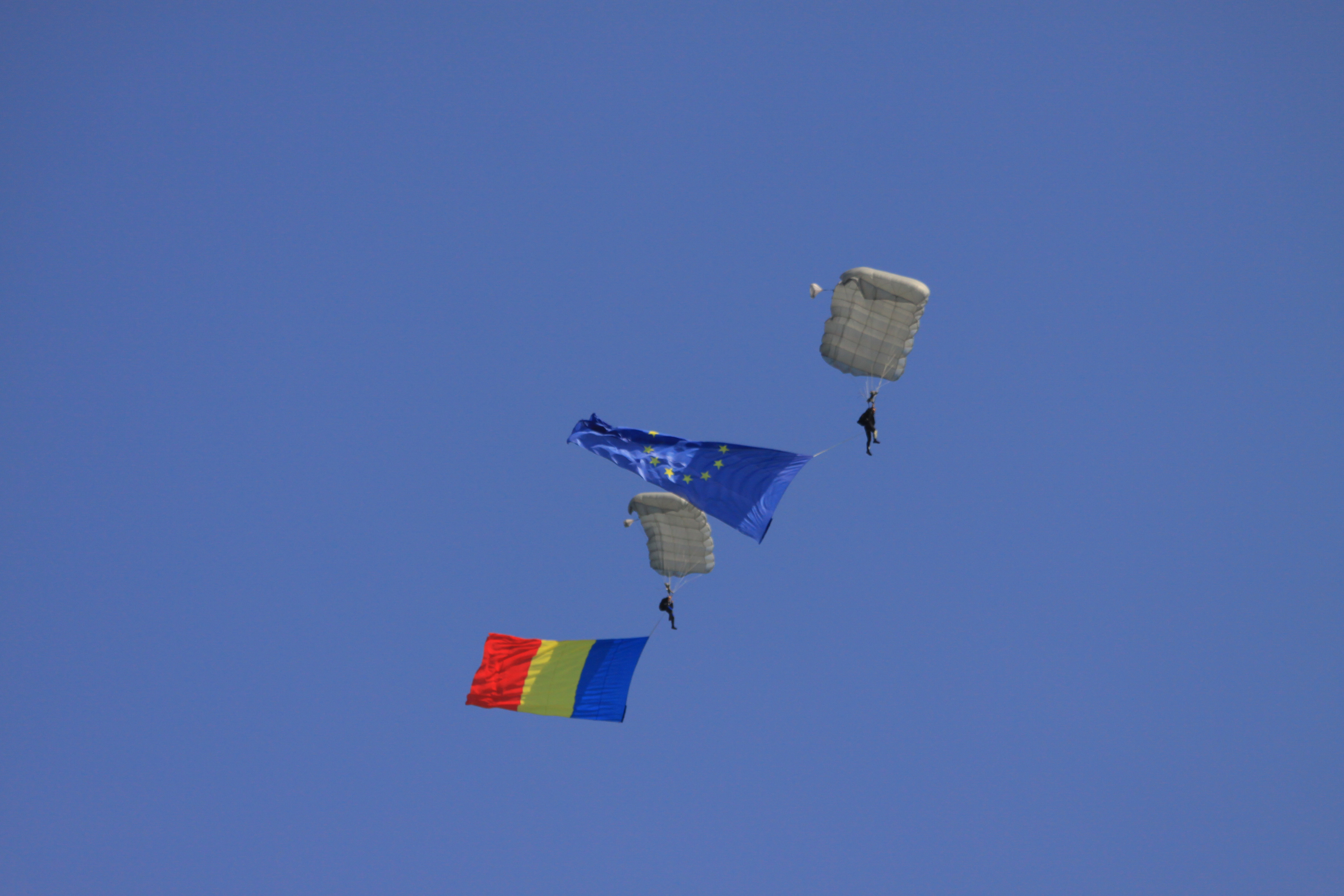
Deux membres des commandos de marine en démonstration.

## Pavillons

Pavillon des caïques de guerre valaques à l'époque du hospodar Constantin II Brâncoveanu[9].
Pavillon des bolozanes valaques en 1840[9].
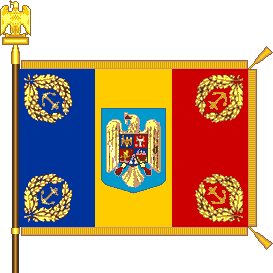
Pavillon de combat de la marine militaire actuelle.
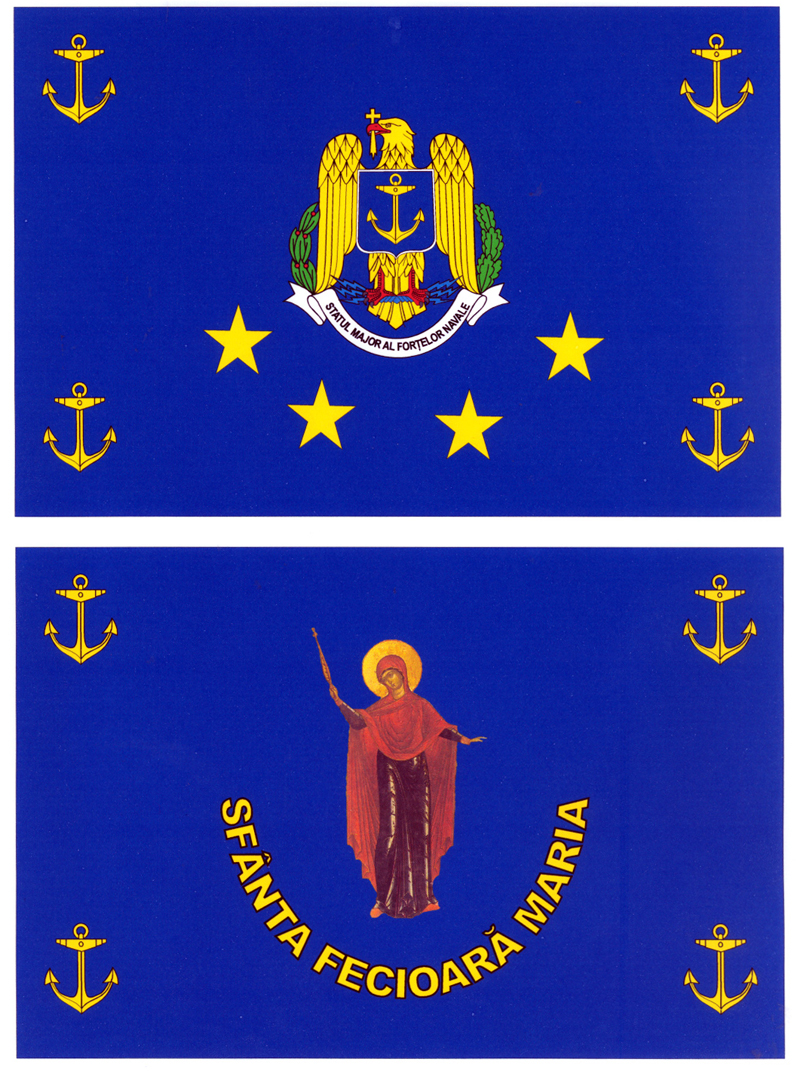
Pavillon de visite des officiers supérieurs et pavillon de la fête de la Marine (15 août, Sainte Marie Majeure).